# جائزة إيطاليا الكبرى للدراجات النارية 1996
جائزة إيطاليا الكبرى للدراجات النارية 1996 هو سباق دراجات نارية أقيم بتاريخ 26 مايو 1996 في حلبة موجيلو. كان الجولة الخامسة من أصل 15 في سباق الجائزة الكبرى للدراجات النارية موسم 1996. فاز الأسترالي ميك دوهان بفئة 500 سي سي.

## وصلات خارجية
- الموقع الرسمي